# Cordylancistrus platyrhynchus
Cordylancistrus platyrhynchus és una espècie de peix de la família dels loricàrids i de l'ordre dels siluriformes.

## Morfologia
- Els mascles poden assolir 9,5 cm de longitud total.[4][5]

## Hàbitat
És un peix d'aigua dolça i de clima tropical (23 °C-27 °C).

## Distribució geogràfica
Es troba a Sud-amèrica: conca del riu Caquetá (conca del riu Japurá, Colòmbia).